# 京都サウスベアーズFC
京都サウスベアーズFCは、日本プライベートフットボール協会(JPFF)西日本、京都グラスリーグ(KGL)所属のアメリカンフットボールチーム。略称はSB。「サウス」、「南熊」などとも呼ばれている。

## 歴史
チーム名は発祥地が京都市南区で、熊のように激しく荒々しくという所から。
かつて強豪チームとして鳴らし、1997年から2003年までKGL7連覇を達成したこともある。現在は人数減少もあり低迷しつつある。